# Vüsal Hüseynov
Vüsal Hüseynov (ur. 9 sierpnia 1982 w Gandży) – azerski piłkarz grający na pozycji pomocnika, reprezentant kraju.